# Принцеза Сесилија од Грчке и Данске
Принцеза Сесилиа од Грчке и Данске (22. јун 1911 – 16. новембар 1937.) била је супруга Георга Донатауса, наследника војводе Георгија Донатауса од Хесенa и сестра Принца Филипа, војводе од Единбурга.

## Рођење
Сесилиа је била треће дете и ћерка принца Андреја од Грчке и Данске и принцезе Алисе од Батенберга. Рођена је 22. јуна 1911. године на викендици краљевске породице, педесет километара од главног града Грчке, Атине. Иако је њено име било Сесилиа, сви су је звали Сесил фр. Cécile. Месец дана након рођења, организовано је крштење које је било  2. јула 1911. године. Њени кумови су били краљ Џорџ V, војвода Ернест Луи, принц Никола од Грчке и Данске и Велика Војводкиња Вера Константиновна од Русије.

## Породица
Преко свог оца Сесилиа је била унука грчког краља Ђорђа I Грчког и његове супруге велике војвоткиње Олге Константиновне од Русије. Сесилиа је имала три сестре и једног брата: Маргарита, Теодора и Софија и Филип. Њен брат Филип је супруг краљице Елизабете II монархиње 16 краљевских земаља Комонвелта и врховни поглавар Цркве Енглеске.

## Венчање и деца
Године 1931. Сесилија склапа брак са Џорџом Дамстардом у Дармштату и имали су четири детета:
| Име              | Датум рођења        | Датум смрти        | Напомене                                                    |
| ---------------- | ------------------- | ------------------ | ----------------------------------------------------------- |
| Принц Лудвиг     | 25. октобар 1931.   | 16. новембар 1937. | Погинуо у авионској несрећи                                 |
| Принц Александар | 14. април 1933.     | 16. новембар 1937. | Погинуо у авионској несрећи                                 |
| Принцеза Џоана   | 20. септембар 1936. | 14. јун 1939.      | Преминула од менингитиса                                    |
| Мртворођени син  | 16. новембар 1937.  | 16. новембар 1937. | Рођен је у авиону усред лета и погинуо у авионској несрећи. |

Године 1937. Сесиле и њен супруг придружују се Националсоцијалистичкој њемачкој радничкој партији политичкој странци у Њемачкој.

## Несрећа и смрт
Октобра 1937. Сесилин свекар краљ Ернест Луи умире. Неколико месеци касније њен девер принц Луи одлучује да се ожени са принцезом Маргаритом од Рона у Лондону. 16. новембра 1937. године, Сесиле, њена два најмлађа сина и Георгијева мајка Елеонора полазе авионом за Лондон како би присуствовали венчању. Авион у којем су путовали експлодирао је након што је погодио фабрички димњак у близини Остендеа у Белгији. Нико од путника није преживео. Тог тренутка, Сисилиа је била у другом стању и чекала је своје четврто дете. Остаци бебе пронађени су у олупини авиона. Белгијска истрага је утврдила да се Сесилиа породила у авиону и да је пилот покушао да слети али због лошег времена није видео димњак.
Сесиле је сахрањена са својом децом и супругом у Дамстарду у породичној капели. Њена ћерка Џоана усвојена је од стране принца Лудвига и принцезе Маргарите али умире од менингитиса 14. јуна 1939. године. Сахрањена је поред својих родитеља. Сесилиа је прво дете принца Андреја и принцезе Алисе која је преминула.